# Isola delle Palme
Isola delle Palme è un'isola dell'Italia nel mar Ionio, in Sicilia.
Costituisce il centro storico del comune italiano di Augusta, in provincia di Siracusa; vi si accede tramite due ponti.
Anticamente chiamata così perché era arricchita di tantissime palme, oggi ancora visibili nell'area dei giardini pubblici.
È la seconda isola più abitata della Regione Siciliana (seconda solo all'isola principale), la prima tra le isole minori; è, inoltre, una delle isole a più alta densità abitativa di tutto il Mediterraneo, con circa 24.570 abitanti/km².
A causa delle continue invasioni ottomane, verso la metà del XVI secolo il borgo di Augusta Veneranda, fondato nel 1232 da Federico II di Svevia, venne fortificato: il taglio dell'istmo separò il centro storico dalla terraferma e furono costruiti i forti Garcia, Vittoria e Avalos. L'isola delle Palme è stata ricavata proprio dal taglio dell'istmo ed è collegata alla terraferma da due ponti, uno risalente alla dominazione spagnola, delimitato da un arco detto Porta Spagnola e uno di recente costruzione intitolato a Federico II.
L'isola delle Palme conserva ancora i sistemi difensivi, alcune chiese barocche e varie palazzine in stile liberty.